# Вальдес, Кристиан
Кристиан де Хесус Вальдес Лоайса (исп. Christian de Jesús Valdez Loaiza; 5 мая 1984 года, Масатлан) — мексиканский футболист, полузащитник клуба «Леонес Негрос».

## Клубная карьера
Кристиан Вальдес начинал свою карьеру футболиста в мексиканском клубе «Атлас». 15 августа 2004 года он дебютировал в мексиканской Примере, выйдя в основном составе в гостевой игре с командой «Сантос Лагуна». 26 сентября того же года Вальдес забил свой первый гол на высшем уровне, открыв счёт в дерби с «Гвадалахарой». В 2009—2011 годах он выступал за «Хагуарес Чьяпас», а в 2012—2015 годах — за клуб «Монаркас Морелия». Первую половину 2016 года Вальдес провёл за «Пуэблу», а сезон 2016/17 — за «Леон».
В середине 2017 года Кристиан Вальдес перешёл в «Веракрус» на правах аренды.

## Достижения
«Монаркас Морелия»
- Обладатель Кубка Мексики: Ап. 2013
- Обладатель Суперкубка Мексики: 2014